# 鹦嘴管舌雀
，是雀形目燕雀科的一种鸟类，属于单型的鹦嘴管舌雀属（学名：Psittirostra）。
鹦嘴管舌雀体重约28.62克，翼长约90毫米，喙宽度约6.4毫米，喙厚度约8.3毫米，嘴峰长约17.5毫米，跗蹠长约23.1毫米，尾长约55.3毫米。
鹦嘴管舌雀具有部分的迁徙性，栖息在森林，它们是植食性动物，主要以植物的果实为食。它们分布在夏威夷群岛的夏威夷岛和考艾岛，最后一次报告是在20世纪80年代末；以前也有在其它岛屿出现的记录。